# 庫里夫卡
49°19′36″N 26°15′44″E / 49.32667°N 26.26222°E
庫里夫卡（烏克蘭語：Курівка）是位於烏克蘭西部的村莊，由赫梅利尼茨基州裡赫梅利尼茨基區的薩塔尼夫市鎮負責管轄。該村始建於1756年，面積1.18平方公里，海拔高度278米，2001年人口316，人口密度每平方公里268人。